# Sarah Levy
Sarah Levy, född 27 december 1995, är en amerikansk rugbyspelare. Hon ingick i det amerikanska lag som tog brons i sjumannarugby vid OS 2024 i Paris.